# Municipio de Lovell (Iowa)
El municipio de Lovell (en inglés: Lovell Township) es un municipio ubicado en el condado de Jones en el estado estadounidense de Iowa. En el año 2010 tenía una población de 4932 habitantes y una densidad poblacional de 52,96 personas por km².

## Geografía
El municipio de Lovell se encuentra ubicado en las coordenadas 42°14′52″N 91°11′5″O / 42.24778, -91.18472. Según la Oficina del Censo de los Estados Unidos, el municipio tiene una superficie total de 93.13 km², de la cual 92,91 km² corresponden a tierra firme y (0,24 %) 0,22 km² es agua.

## Demografía
Según el censo de 2010, había 4932 personas residiendo en el municipio de Lovell. La densidad de población era de 52,96 hab./km². De los 4932 habitantes, el municipio de Lovell estaba compuesto por el 98,66 % blancos, el 0,32 % eran afroamericanos, el 0,02 % eran amerindios, el 0,24 % eran asiáticos, el 0,24 % eran de otras razas y el 0,51 % eran de una mezcla de razas. Del total de la población el 1,2 % eran hispanos o latinos de cualquier raza.